# Troposphäre

Aufbau der Erdatmosphäre

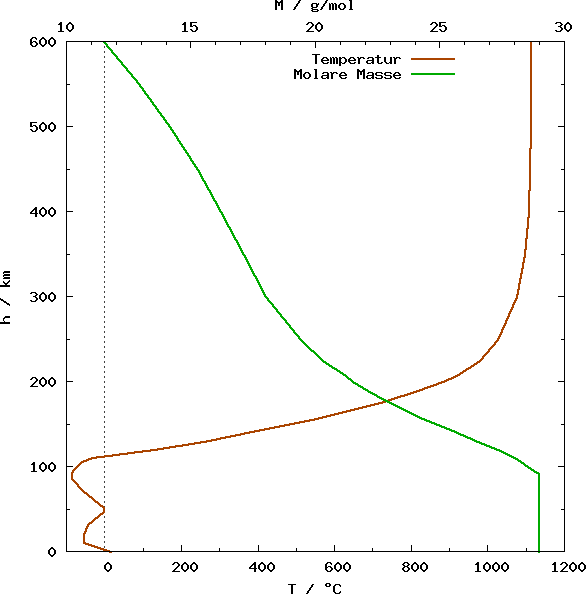
Durchschnittliche Temperatur und molare Masse der Luft in Abhängigkeit von der Höhe.

Die Troposphäre [tropoˈsfɛːrə] (von altgriechisch τροπή tropé „Wendung, Änderung“ und σφαίρα sphaira „Kugel“) ist die unterste Schicht der Erdatmosphäre und Teil der Homosphäre. Die Troposphäre reicht vom Erdboden bis zum Beginn der Stratosphäre. Die Grenze dazwischen wird Tropopause genannt.
Ihre Dicke beträgt etwa 8 Kilometer an den Polen (wo sie im Winter bis zu 2 Kilometer niedriger ist als im Sommer) und 18 Kilometer am Äquator. In der Troposphäre sind etwa 90 Prozent der gesamten Luft sowie beinahe der gesamte Wasserdampf der Erdatmosphäre enthalten. Da sich in ihr der Großteil des Wetters abspielt, spricht man auch von der Wetterschicht (oder Advektionsschicht) der Atmosphäre.

## Charakteristik
Die Troposphäre wird nur in geringem Maße direkt durch Sonnenstrahlen erwärmt. Der größte Teil der Sonnenenergie wird am Erdboden umgesetzt und in die Atmosphäre abgegeben, weswegen diese in Bodennähe am wärmsten ist. Da sich aufsteigende Luft ausdehnt und damit abkühlt, nimmt mit zunehmender Höhe die Lufttemperatur im Schnitt um etwa 6,5 K pro Kilometer Höhe ab (Definition der Standardatmosphäre). Dies nennt man den vertikalen atmosphärischen Temperaturgradienten.
Im Einzelnen beträgt die Temperaturabnahme in trockenadiabatischen Abschnitten durchschnittlich 1 Grad auf je 100 Meter (DALR), im feucht-adiabatischen Raum sind es pro 100 Meter etwa 0,6 Grad (SALR). An der Tropopause beträgt die Temperatur um −75 °C (am Äquator) bis −45 °C (an den Polen). Ab dieser Höhe bleibt die Temperatur zunächst gleich (Isothermie) und nimmt dann in der Stratosphäre wieder zu (Inversion), in 50 km Höhe beträgt sie wieder 0 Grad Celsius.
Da warme Gase innerhalb der Troposphäre hochsteigen und kalte absinken, wird die Luft durchmischt und die Entstehung von Wetter möglich. Durch den vorhandenen Wasserdampf werden Wolken gebildet, Regen entsteht und die Troposphäre wird von gelösten Gasen und Feststoffen gereinigt. Die Tropopause stellt wegen der Inversion eine Durchmischungsgrenze dar. Mit der Stratosphäre findet deshalb nur ein geringer Luftaustausch statt. Alle Vorgänge, die das Wetter beeinflussen, spielen sich in der Troposphäre ab.

## Gliederung der Troposphäre

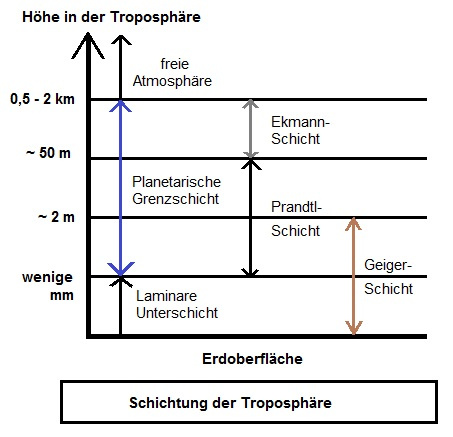
Aufbau der Troposphäre

Die Troposphäre besteht aus folgenden Schichten:
- Unterste Zentimeter: laminare Unterschicht. Ist für mikroklimatische Fragestellungen von besonderem Interesse, da in dieser Schicht auf Grund intensiven Reibungseinflusses praktisch keine Luftbewegung auftritt.
- Unterste ca. 2 Meter: bodennahe Grenzschicht, auch Geiger-Schicht. Eine kräftige vertikale Windgeschwindigkeitszunahme und, vor allem bei hohen Temperaturen, auch eine kräftige Temperaturabnahme mit der Höhe. Die bodennahe Grenzschicht ist der Lebensraum von Mensch, Tier und größtenteils auch der Vegetation.
- Unterste ca. 50 Meter: bodennahe Luftschicht, auch Prandtl-Schicht. Noch immer ist der Erdoberflächeneinfluss von Bedeutung und es findet eine ausgeprägte Windgeschwindigkeitszunahme mit der Höhe statt (wegen der nachlassenden Bodenreibung). Ein Großteil der Vegetation der Erde ragt in diese Schicht hinein.
- Unterste ca. 0,5–2 Kilometer: planetarische Grenzschicht, auch Reibungsschicht oder Peplosphäre genannt. In dieser äußeren Schicht äußert sich der Reibungseinfluss vor allem in einer Windrichtungsänderung mit der Höhe, ebenso eine weitere vertikale Windgeschwindigkeitszunahme.
- Darüber (bis zur Tropopause): freie Schicht oder freie Atmosphäre. Sie ist im Wesentlichen reliefreibungsfrei. In dieser Schicht wird ein Großteil des Flugstreckenverkehrs abgewickelt.

Nach einer anderen Definition reicht die planetarische Grenzschicht bis (fast) zum Boden. Sie wird dann aufgeteilt in eine bodennahe innere Schicht (Prandtl-Schicht, unterhalb 50 m) und eine äußere Schicht (Ekman-Schicht, oberhalb 50 m). Die Ekman-Schicht ist gekennzeichnet durch Winddrehung und die Zunahme des Windes mit der Höhe (siehe Ekman-Spirale).